# Tête de la Gandolière
La tête de la Gandolière est un sommet du massif des Écrins qui culmine à 3 542 mètres.